# Chamaedorea fragrans
Chamaedorea fragrans är en enhjärtbladig växtart som först beskrevs av Hipólito Ruiz López och Pav., och fick sitt nu gällande namn av Carl Friedrich Philipp von Martius. Chamaedorea fragrans ingår i släktet Chamaedorea och familjen Arecaceae.
Artens utbredningsområde är Peru. Inga underarter finns listade i Catalogue of Life.